# John Spencer, I conte Spencer
John Spencer, I conte Spencer (Althorp, 19 dicembre 1734 – Bath, 31 ottobre 1783), è stato un politico britannico.

## Biografia

### Infanzia
Era il figlio del politico John Spencer, e di sua moglie, Georgiana Carolina Carteret, figlia e co-erede del Conte Granville, e nipote di Charles Spencer, III conte di Sunderland.

### Matrimonio

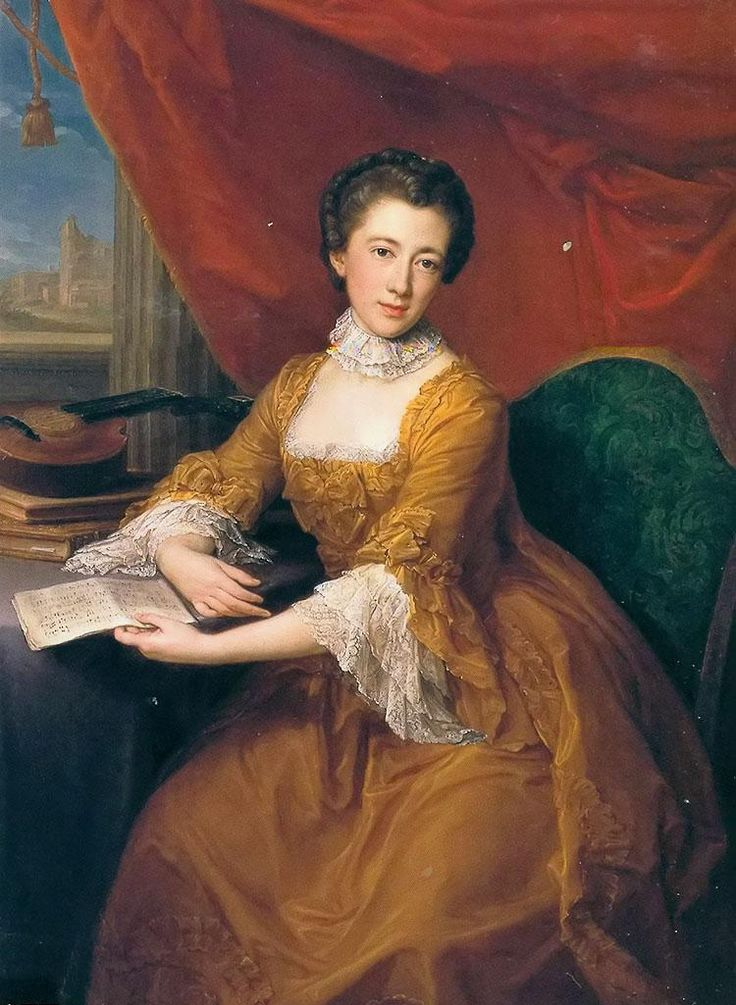
Lady Margaret Poyntz ritratta da Pompeo Batoni nel 1764

Nel 1754, incontrò la diciassettenne Margaret Poyntz, figlia di Stephen Poyntz. I due furono immediatamente attratti l'un l'altro, ma Spencer, incerto di ottenere l'approvazione della sua famiglia, decise di trascorrere diversi mesi viaggiando fino al suo ventunesimo compleanno, quando la loro approvazione non sarebbe più stata necessaria. Al suo ritorno la famiglia riconobbe che il loro amore era sincero e, poco dopo il suo compleanno, si sposarono in una cerimonia privata il 20 dicembre 1755 ad Althorp. La cerimonia, tenuta nella stanza da letto della madre, avvenne durante un ballo tenuto in onore di Spencer con cinquecento ospiti presenti.

### Carriera politica

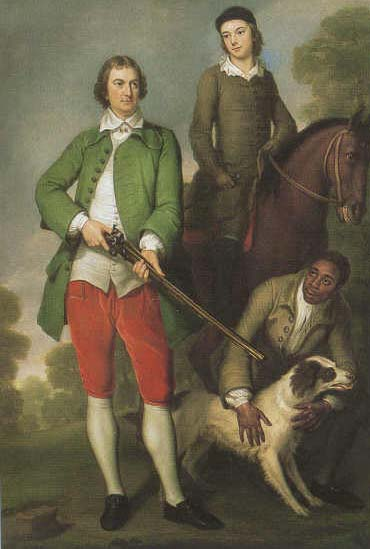
John Spencer a cavallo

Spencer fu membro del Parlamento della fazione dei Whig per Warwick dal 1756 al 1761. Egli fu anche Alto Steward di St Albans nel 1772 e Sindaco di St Albans nel 1779. Il 3 aprile 1761, venne creato Barone Spencer di Althorp e Visconte Spencer. Il 1 novembre 1765, venne creato Visconte di Althorp e Conte Spencer.

### Morte
John Spencer morì il 31 ottobre 1783 e fu sepolto a Great Brington, nello Northamptonshire. Era il bis-bis-bis-bisnonno di Diana, principessa del Galles.

## Discendenza
John Spencer e Margaret Georgiana Poyntz ebbero cinque figli:
- Georgiana Spencer (7 giugno 1757–30 marzo 1806), sposò William Cavendish, V duca di Devonshire, ebbero tre figli;
- George Spencer, II conte Spencer (1 settembre 1758–10 novembre 1834);
- Henrietta Frances Spencer (16 giugno 1761–11 novembre 1821), sposò Frederick Ponsonby, III conte di Bessborough, ebbero quattro figli;
- Charlotte Spencer (1765–1766);
- Louisa Spencer (nata e morta nel 1769).

## Ascendenza
|                                          |                                    |                                       | Genitori                           |  |  | Nonni |  |  | Bisnonni                               |  |  | Trisnonni                            |  |
|                                          |                                    |                                       |                                    |  |  |       |  |  | Robert Spencer, II conte di Sunderland |  |  | Henry Spencer, I conte di Sunderland |  |
|                                          |                                    |                                       |                                    |  |  |       |  |  | Robert Spencer, II conte di Sunderland |  |  | Henry Spencer, I conte di Sunderland |  |
|                                          |                                    | Dorothy Sidney                        |                                    |  |  |       |  |  | Robert Spencer, II conte di Sunderland |  |  |                                      |  |
| Charles Spencer, III conte di Sunderland |                                    |                                       |                                    |  |  |       |  |  | Robert Spencer, II conte di Sunderland |  |  |                                      |  |
|                                          |                                    | Anne Digby                            | George Digby, II conte di Bristol  |  |  |       |  |  |                                        |  |  |                                      |  |
|                                          |                                    | Anne Digby                            | George Digby, II conte di Bristol  |  |  |       |  |  |                                        |  |  |                                      |  |
|                                          |                                    | Anne Digby                            | Anne Russell                       |  |  |       |  |  |                                        |  |  |                                      |  |
| John Spencer                             |                                    | Anne Digby                            |                                    |  |  |       |  |  |                                        |  |  |                                      |  |
|                                          |                                    | John Churchill, I duca di Marlborough | Winston Churchill                  |  |  |       |  |  |                                        |  |  |                                      |  |
|                                          |                                    | John Churchill, I duca di Marlborough | Winston Churchill                  |  |  |       |  |  |                                        |  |  |                                      |  |
|                                          |                                    | John Churchill, I duca di Marlborough | Elizabeth Drake                    |  |  |       |  |  |                                        |  |  |                                      |  |
| Anne Churchill                           |                                    | John Churchill, I duca di Marlborough |                                    |  |  |       |  |  |                                        |  |  |                                      |  |
|                                          |                                    | Sarah Jennings                        | Richard Jennings                   |  |  |       |  |  |                                        |  |  |                                      |  |
|                                          |                                    | Sarah Jennings                        | Richard Jennings                   |  |  |       |  |  |                                        |  |  |                                      |  |
|                                          |                                    | Sarah Jennings                        | Frances Thornhurst                 |  |  |       |  |  |                                        |  |  |                                      |  |
| John Spencer, I conte Spencer            |                                    | Sarah Jennings                        |                                    |  |  |       |  |  |                                        |  |  |                                      |  |
|                                          | George Carteret, I barone Carteret | Philip Carteret                       |                                    |  |  |       |  |  |                                        |  |  |                                      |  |
|                                          | George Carteret, I barone Carteret | Philip Carteret                       |                                    |  |  |       |  |  |                                        |  |  |                                      |  |
|                                          | George Carteret, I barone Carteret | Jemima Montagu                        |                                    |  |  |       |  |  |                                        |  |  |                                      |  |
| John Carteret, II conte Granville        | George Carteret, I barone Carteret |                                       |                                    |  |  |       |  |  |                                        |  |  |                                      |  |
|                                          |                                    | Grace Granville, I contessa Granville | John Granville, I conte di Bath    |  |  |       |  |  |                                        |  |  |                                      |  |
|                                          |                                    | Grace Granville, I contessa Granville | John Granville, I conte di Bath    |  |  |       |  |  |                                        |  |  |                                      |  |
|                                          |                                    | Grace Granville, I contessa Granville | Jane Wyche                         |  |  |       |  |  |                                        |  |  |                                      |  |
| Georgiana Carolina Carteret              |                                    | Grace Granville, I contessa Granville |                                    |  |  |       |  |  |                                        |  |  |                                      |  |
|                                          |                                    | Robert Worsley, IV baronetto          | Robert Worsley, III baronetto      |  |  |       |  |  |                                        |  |  |                                      |  |
|                                          |                                    | Robert Worsley, IV baronetto          | Robert Worsley, III baronetto      |  |  |       |  |  |                                        |  |  |                                      |  |
|                                          |                                    | Robert Worsley, IV baronetto          | Mary Herbert                       |  |  |       |  |  |                                        |  |  |                                      |  |
| Frances Worsley                          |                                    | Robert Worsley, IV baronetto          |                                    |  |  |       |  |  |                                        |  |  |                                      |  |
|                                          |                                    | Frances Thynne                        | Thomas Thynne, I visconte Weymouth |  |  |       |  |  |                                        |  |  |                                      |  |
|                                          |                                    | Frances Thynne                        | Thomas Thynne, I visconte Weymouth |  |  |       |  |  |                                        |  |  |                                      |  |
|                                          |                                    | Frances Thynne                        | Frances Finch                      |  |  |       |  |  |                                        |  |  |                                      |  |
|                                          |                                    | Frances Thynne                        |                                    |  |  |       |  |  |                                        |  |  |                                      |  |